# Gosei Sentai Dairanger
Zyu Rangers Kaku Rangers
Gosei Sentai Dairanger (五星戦隊ダイレンジャー, Gosei Sentai Dairenjā, littéralement Dairanger, l'escadron des cinq étoiles) est une série télévisée japonaise du genre sentai en 50 épisodes de 25 minutes produite en 1993.

## Synopsis
Il y a 8 000 ans, la civilisation Daos fleurissait en Chine. Mais une guerre la fit disparaître. En 1993, cinq personnes descendant de cette civilisation sont désignées pour contrecarrer les plans de domination mondiale échafaudés par la malfaisante tribu Gorma.

## Personnages

### Dai Rangers
- Ryô de l'Étoile céleste du feu (天火星・亮, Tenkasei Ryō?) / Ryû Ranger (リュウレンジャー, Ryū Renjā?)
  - Armes : Épée stellaire (スターソード, Sutā Sōdo?), Dague stellaire (スターカッター, Sutā Kattā?), Dai Buster (ダイバスター, Dai Basutā?)
  - Attaques : Heavenly Fire Star Lightning Blaze Destruction (天火星・稲妻炎上破, Tenkasei Inazuma Enjōha?), Meteor Flash (流星閃光, Ryusei Senkō?)
- Daigo de l'Étoile céleste des illusions (天幻星・大五, Tengensei Daigo?) / Shishi Ranger (シシレンジャー, Shishi Renjā?)
  - Armes : Épée stellaire (スターソード, Sutā Sōdo?), Dague stellaire (スターカッター, Sutā Kattā?), Dai Buster (ダイバスター, Dai Basutā?)
  - Attaques : Heavenly Illusion Star Mist Hiding (天幻星・霧隠れ, Tengensei Kirigakure?), Lion Fist Empty Innocence (獅子拳無明無心, Shishiken Mumyō Mushin?)
- Shôji de l'Étoile céleste de la gravité (天重星・将児, Tenjūsei Shōji?) / Tenma Ranger (テンマレンジャー, Tenma Renjā?)
  - Armes : Épée stellaire (スターソード, Sutā Sōdo?), Dague stellaire (スターカッター, Sutā Kattā?), Dai Buster (ダイバスター, Dai Basutā?)
  - Attaques : Heavenly Gravity Star Gravity Inversion Destruction (天重星・重力逆転破, Tenjusei Jūryoku Gyakutenha?), Tenma Revolving Kicks (天馬回転蹴り, Tenma Kaiten Keri?), Tenma Highspeed Cyclone Kick (天馬高速回転蹴り, Tenma Kōsoku Kaiten Keri?)
- Kazu de l'Étoile céleste du temps (天時星・知, Tenjisei Kazu?) / Qilin Ranger (キリンレンジャー, Kirin Renjā?)
  - Armes : Épée stellaire (スターソード, Sutā Sōdo?), Dague stellaire (スターカッター, Sutā Kattā?), Dai Buster (ダイバスター, Dai Basutā?)
  - Attaques : Heavenly Time Star Time Reversal (天重星・時間返し, Tenjisei Jikan Kaeshi?), Headbutt Drop (頭突き落とし, Zutsuki Otoshi?), Qilin Bomb Punch (麒麟爆弾パンチ, Kirin Bakudan Panchi?)
- Lin de l'Étoile céleste du vent (天風星・リン, Tenpūsei Rin?) / Hôô Ranger (ホウオウレンジャー, Hōō Renjā?)
  - Armes : Épée stellaire (スターソード, Sutā Sōdo?), Dague stellaire (スターカッター, Sutā Kattā?), Dai Buster (ダイバスター, Dai Basutā?)
  - Attaques : Heavenly Wind Star Straight Line Tornado (天風星・一文字竜巻, Tenpusei Ichimonji Tatsumaki?), Dairinken Whirlwind Slash (大輪剣旋風斬り, Dairinken Senpū Kiri?), Straight Line Press (一文字プレス, Ichimonji Puresu?)
- Kô de la nouvelle Étoile hurlante (吼新星・コウ, Koshinsei Kō?) / Kiba Ranger (キバレンジャー, Kiba Renjā?) (épisode 17)
  - Arme : sabre de la vérité Byakko (白虎真剣, Byakko-shinken?)
  - Attaques : Écho dispersé de la nouvelle Étoile hurlante (吼新星・乱れやまびこ, Koshinsei Midare Yamabiko?), Croc hâtif (牙突進, Gatotsushin?), Éclair du tigre blanc (白虎一閃, Byakko Issen?)

L'appel nominal se conclut par « Les cinq étoiles qui brillent dans les cieux ! » (「天に輝け五つ星！」, « Ten ni kagayake itsutsu boshi! »), suivi de « Gosei Sentai Dai Rangers ! » (「五星戦隊ダイレンジャー！」, « Gosei Sentai Dairenjā! »)

### Alliés
- Maître Kaku (道士 嘉挧, Dōshi Kaku?) : C'est le mentor des Dai Rangers.
- Grand maître Yufang (老道士 虞翻, Rōdōshi Guhon?) : C'est l'arrière-grand-oncle de Lin ; il est également le mentor de Kaku.

### Tribu Gorma
La tribu Gorma (ゴーマ族, Gōma Zoku) .
- Gorma XV (ゴーマ十五世, Gōma Jūgōsei?) (épisodes 20-49) : le quinzième empereur de la tribu.
- Chôryô Visage de fer (鉄面臂張遼, Tetsumenpi Chōryō?) (épisodes 7-8) : un mystérieux guerrier portant un lourd secret

Plus haut, vient le Sénat :
- - Archevêque Riju (大僧正リジュ, Daizōjō Riju?) (épisodes 7-8) :
  - Général Tenpô (田豊将軍, Tenpō Shōgun?) (épisodes 17-48) :
  - Akomaru (阿古丸, Akomaru?) (épisodes 17-22, 31-44)
  - Trois prêtresses de l'Enfer (三人官女, Sannin Kanjo?) (épisodes 17-22)
  - Quatre deva-rois Gorma (ゴーマ四天王, Gōma Shitennō?) (épisodes 20, 28-31)
  - Ikazuchi (イカヅチ, Ikazuchi?) (épisodes 42-44)

Plus bas, vient le triumvirat :
- - Commandant Shadam (シャダム中佐, Shadamu Chūsa?) (épisodes 1-50) :
  - Commandante Gara (ガラ中佐, Gara Chūsa?) (épisodes épisodes 1-49) :
  - Lieutenant-commandant Zydos (ザイドス少佐, Zaidosu Shōsa?) (épisodes 1-48) :

Les trois faire-valoir Gorma (三バカゴーマ, San Baka Gōma) (épisodes 47-48) sont au service de Zydos. Ce trio est constitué de :
- - Chef Tombstone (墓石社長, Hakaishi Shachō?)
  - Maître Phone (電話先生, Denwa Sensei?)
  - Général Kamikaze (神風大将, Kamikaze Taishō?)

- Les Cotpotros (コットポトロ, Kottopotoro?) sont les soldats de base de la tribu.
- Les laquais Gorma (ゴーマ怪人, Gōma Kaijin?) sont les monstres envoyés sur Terre par la tribu.

## Arsenal
- Aura Changer (オーラチェンジャー, Ōra Chenjā?) : transformateur des Dai Rangers. Ils revêtent leurs armures par la commande « Pouvoir du Qi ; Transmutation ! Aura Changer » (「気力転身！オーラチェンジャー！」, « Kiryoku Tenshin! Ōra Chenjā ! »?)
- bâton Dai-ren (ダイレンロッド, Dairen Roddo?) : bâtons individuels des Dai Rangers.
- Dai-rinkens (大輪剣, Dairinken?) (épisode 14) : .
- Qi-Power Bazooka (気力バズーカ, Kiryoku Bazūka?) (épisode 30) : Bazooka porté par les Dai Rangers ; dans l'épisode 31, il est modifié en Super Qi-Power Bazooka (スーパー気力バズーカ, Sūpā Kiryoku Bazūka?).
- Kiba Changer (キバチェンジャー, Kiba Chenjā?) : transformateur de Kô. Il revêt son armure par la commande « Pouvoir du Qi ; Transmutation ! Kiba Changer ! » (「気力転身！キバチェンジャー」, « Kiryoku Tenshin! Kiba Chenjā »?)

## Véhicules
- Kiber Machines (キバーマシーン, Kibā Mashīn?) : Les motos personnelles des Dai Rangers. 
  - Red Kiber 1 (レッドキバー１, Reddo Kibā Wan?) : moto de Ryô.
  - Green Kiber 2 (グリーンキバー２, Gurīn Kibā Tsū?) : moto de Daigo.
  - Blue Kiber 3 (ブルーキバー３, Burū Kibā Surī?) : moto de Shôji.
  - Yellow Kiber 4 (イエローキバー４, Ierō Kibā Fō?) : moto de Kazu.
  - Pink Kiber 5 (ピンクキバー５, Pinku Kibā Faibu?) : moto de Lin.

## Mechas
- Palais Qi céleste (天空気殿, Tenkū Kiden?) (épisode 6) : Formé à partir de Star-Shishi, Star-Tenma, Star-Qilin et Star-Hôô.

L'assemblage a lieu à partir de la commande « Fusion quadra-stellaire ! » (「四星合体！」, « Shisei Gattai! »).
- Dairen-Oh (大連王, Dairen-Ō?) (épisode 8) : formé à partir des cinq Bêtes Qi mythiques suivantes :
  - Bête Qi mythique Ryûsei-Oh (気伝獣龍星王, Kidenjū Ryūsei-Ō?) : piloté par Ryû Ranger.
  - Bête Qi mythique Star-Shishi (気伝獣星獅子, Kidenjū Sei Shishi?) : piloté par Shishi Ranger.
  - Bête Qi mythique Star-Tenma (気伝獣星天馬, Kidenjū Sei Tenma?) : piloté par Tenma Ranger.
  - Bête Qi mythique Star-Qilin (気伝獣星麒麟, Kidenjū Sei Kirin?) : piloté par Qilin Ranger.
  - Bête Qi mythique Star-Hôô (気伝獣星鳳凰, Kidenjū Sei Hōō?) : piloté par Hôô Ranger.

L'assemblage a lieu à partir de la commande « Fusion quinque-stellaire ! » (「五星合体！」, « Gosei Gattai! »). Il est armé du Dai Javelin (ダイジャベリン, Dai Jaberin) et de l'épée lame Dai-oh (大王剣, Dai-ō-ken). Au moment de porter le coup de grâce, les Dai Rangers disent : « Orage et pression ! » (「疾風怒濤！」, « Shippū Dotō! »)
- Bête Qi mythique Won Tiger (気伝獣ウォンタイガー, Kidenjū Won Taigā?) (épisode 22) : piloté par Kiba Ranger.

- Guerrier Qi mythique Won Tiger (気伝武人 ウォンタイガー, Kiden Bujin Won Taigā?) : formé à partir de Won Tiger.

L'assemblage a lieu à partir de la commande « Won Tiger, Warrior Change! » (「ウォンタイガー、武人変化！」, « Won Taigā, Bujin Henge! »). Il est armé de l'épée Golden (黄金剣, Ōgonken).
- Kiba Dai-Oh (牙大王, Kiba Dai-Ō?) : Formé à partir de Won Tiger, Star-Shishi, Star-Tenma, Star-Qilin et Star-Hôô.

L'assemblage a lieu à partir de la commande « Fusion néo-stellaire ! » (「新星合体！」, « Shinsei Gattai! »). 
- Super-bête Qi mythique Daimugen (超気伝獣ダイムゲン, Chō Kidenjū Daimugen?) (épisode 31)

- Super-guerrier Qi mythique Daimugen (超気伝武人ダイムゲン, Chō Kiden Bujin Daimugen?) : Formé à partir de Daimugen.

L'assemblage a lieu à partir de la commande « Super Warrior Change! » (「超武人変化！」, « Cho Bujin Henge! »).
- Palais Qi à l'armure épaisse (重甲気殿, Jūkō Kiden?) (épisode 31) : formé à partir de Daimugen et du Palais Qi céleste.

L'assemblage a lieu à partir de la commande « Fusion septua-stellaire ! » (「七星合体！」, « Shichisei Gattai! »).
- Daizinryû (大神龍, Daijinryū?) (épisodes 37-38, 42-44, 49-50)

## Épisodes
1. Transmutation !!! (転身だァァッ！！！, Tenshin Daaā!!!?)
2. Pouvoir du Qi !!! (気力だァァッ！！！, Kiryoku Daaā!!!?)
3. Donnez-moi vos âmes ! (魂ちょうだい！, Tamashī Chōdai!?)
4. Nous sommes naïfs !! (俺たち甘いぜ‼, Oretachi Amai ze!!?)
5. L'apparition des sphères ! (あっタマきたッ！, Attama Kita!?)
6. Traversez le vent ! (風よブッちぎれ！, Kaze yo Butchigire!?)
7. Traître ! (裏切り者ォッ！, Uragirimonō!?)
8. Père !! (おやじぃぃッ‼, Oyajiī!!?)
9. Ne soyez pas superficiel (うぬぼれるなッ, Unuboreru na?)
10. La déesse de la vengeance (あァ復讐の女神, Aa Fukushū no Megami?)
11. Gauss magnétique ! (磁石でガウス！, Jishaku de Gausu!?)
12. Ivre de tofu (豆腐で酔ったァ, Tōfu de Yottaa?)
13. Ka Kabuki Kozô (カッカブキ小僧, Kakkabuki Kozō?)
14. Bien, un mariage (イヨッ結婚ぢゃ, Iyokkekkon ja?)
15. Le football des 3 faire-valoir (3バカサッカー, San Baka Sakkā?)
16. Gorogoro : les enfants de pierre (ゴロゴロ子供石, Gorogoro Kodomo Ishi?)
17. Apparition d'un nouveau héros (出ました新戦士, Demashita Nyū Hīrō?)
18. Le Byakko secret (㊙の白虎ちゃん, Himitsu no Byakko-chan?)
19. Le battement de la jolie petite fille (ドキドキ美少女, Dokidoki Bishōjo?)
20. La première apparition du palais Gorma (初公開ゴーマ宮, Hatsu Kōkai Gōma-kyū?)
21. Le seigneur des Bêtes Qi mythiques apparait (気伝獣様ご誕生, Kidenjū-sama Go-tanjō?)
22. Le grand secret de l'enfant-tigre !! (虎の子大秘術‼, Tora no Ko Dai Hijutsu!!?)
23. Se précipiter vers le véritable amour (純愛まっしぐら, Jun'ai Masshigura?)
24. Le super-baseball des 3 idiots ! (3バカ超野球！, San Baka Chō Yakyū!?)
25. L'escadron maléfique (ぞろぞろ裏戦隊, Zorozoro Ura Sentai?)
26. Un gars vraiment, vraiment méchant (嫌な嫌な嫌な奴, Iya na Iya na Iya na Yatsu?)
27. C'est le dernier coup (最終拳だだだッ, Saishū Ken Da Da Da?)
28. Le grand combat !! (総登場だぎゃ‼, Sō Tōjō Dagya!!?)
29. La révélation d'une mère et les larmes d'un enfant (母子涙の㊙裏話, Haha Ko Namida no Maruhi Urabanashi?)
30. Voici notre attaque ultime pour toi, le bavard (必殺早口仕事人, Hissatsu Hayakuchi Shigotonin?)
31. Un nouveau héros arrive (また出た新戦士, Mata Deta Nyū Hīrō?)
32. Le coup doré du démon (黄金キックの鬼, Ōgon Kikku no Oni?)
33. Première expérience en tant qu'idole (アイドル初体験, Aidoru Hatsu Taiken?)
34. La chasse aux petites filles épineuses (トゲトゲ少女狩, Togetoge Shōjogari?)
35. La nouvelle attaque : la danse des araignées (新奥義クモの舞, Shin Ōgi Kumo no Mai?)
36. Une haine de 6000 ans… (恨み節6000千年…, Urami-bushi Rokusennen…?)
37. Allons la voir !! Cette chose énorme (必見‼でけェ奴, Hikken!! Dekee Yatsu?)
38. Hé !!  Un cessez-le feu !? (えーッ‼停戦⁉, Ēe!! Teisen!??)
39. Le poing du démon tombe au coucher du Soleil (魔拳 落日に散る, Maken Rakujitsu ni Chiru?)
40. Adieu ! les trois débiles (さらば！3バカ, Saraba! San Baka?)
41. La grande ascension de Kujaku (クジャク大昇天, Kujaku Daishōten?)
42. Directement vers maman (母ちゃん一直線, Kāchan Itchokusen?)
43. La lutte pour le guerrier en blanc (激白禁断の過去, Gekihaku Kindan no Kako?)
44. Trop triste !! Vous pleurerez aussi (感動‼君も泣け, Kandō!! Kimi mo Nake?)
45. Dissous ? Sérieusement !! (本気で解散‼, Maji de Kaisan!!?)
46. Les héros mis à nu (英雄まるはだか, Hīrō Maruhadaka?)
47. Une incroyable vérité (すっげェ～真実, Suggē Shinjitsu?)
48. Le maître meurt de façon héroïque !! (壮絶‼道士死す, Sōzetsu!! Dōshi Shisu?)
49. C'est enfin la bataille finale (最終決戦だァッ, Saishū Kessen Dā?)
50. Allons-y ! (行くぞォォッ！, Iku zoō!?)

## Film
- Gosei Sentai Dairenger, le film (五星戦隊ダイレンジャー, Gosei Sentai Dairenjā?) : L'histoire de ce film se déroule entre les épisodes 8 et 9.

## Distribution
Les héros
- Keīchi Wada : Ryô / Ryû Ranger
- Tatsuya Nōmi : Daigo / Shishi Ranger
- Ei Hamura : Shôji / Tenma Ranger
- Keisuke Tsuchiya : Kazu / Qilin Ranger
- Natsuki Takahashi : Lin / Hôô Ranger
- Hisashi Sakai : Kô / Kiba Ranger (épisode 17)

Narration
- Hironori Miyata : Narrateur

Soutient
- : Kameo
- : Kujaku
- : Grand-maître Guhon
- : Shôkyô
- : Kô et Mère Akomaru
- : Gara (épisodes 41-49)

La tribu Gorma
- : Gorma XV (épisodes 20-49)
- : Lieutenant colonel Shadam
- : Lieutenant colonel Gara
- : Major Zydos
- : Général Tenpō
- : Akomaru (épisodes 17-22, 31-44)
- : Makenshi Jin (épisodes 26-39, 47)
- : Chef officier Jiaxu (épisodes 1-48, 50)
- : Maitre Kaku
- : Copy Dai Rangers (épisode 25)

## Autour de la série
- Les mots Ryû, Tenma et Hôô utilisés dans cette série sont les mots japonais correspondant aux mots anglais Dragon, Pegasus, et Phoenix utilisés dans Changeman.
- Kirin est l'orthographe japonaise de Qilin, une chimère chinoise qui a la tête du dragon, le corps du cerf, les sabots du cheval et la queue du bœuf ; cependant, kirin signifie girafe en japonais.
- Dans le casting de l'adaptation de Gokaiger en Power Rangers, le texte utilisé pour le casting d'un des rangers serait tiré de l'épisode 33 de Gokaiger (l'épisode hommage à Dairanger), où ce dernier a une conversation avec Ryan, le Ranger rouge Star Force. Power Rangers : Star Force n'existe pas, mais il semblerait que ce soit une adaptation de Dairanger (avec les rangers de base, car dans Power Rangers : Mighty Morphin, seuls les méchas et le ranger blanc de cette saison sont utilisés) créée exclusivement pour la saison qui fêtera les 20 ans de Power Rangers.
- Durant la préproduction de Dairanger, il fut prévu d'intituler la série « Chinaman, l'escadron chinois » (「中華戦隊チャイナマン」, « Chūka Sentai Chainaman »?). De plus, les casques des héros devaient comporter des yeux stylisés. Ces éléments furent réintroduits dans l'épisode 15 d'Akiba Rangers.
- Les sept perles visibles dans le cockpit de Won Tiger portent les kanjis associés aux noms japonais des jours de la semaine. Chacune d'elles correspond à une attaque différente :
  - Lune (月, Getsu?) (lundi) :
  - Feu (火, Hi?) (mardi) : Won Tiger crache des boules de feu.
  - Eau (水, Mizu?) (mercredi) :
  - Bois (木, Ki?) (jeudi) :
  - Métal (金, Kin?) (vendredi) :
  - Terre (土, Tsuchi?) (samedi) :
  - Soleil (日, Hi?) (dimanche) :
- Certains éléments et certaines scènes furent utilisées par Haim Saban pour produire la deuxième saison de la série Power Rangers (les méchas de la deuxième saison et le costume du ranger blanc viennent de Dairanger).
- Bien que les héros de Dairanger n'aient pas été adaptés aux États-Unis pour Power Rangers (excepté le Kiba Ranger en Tigre blanc dans Mighty Morphin Power Rangers), les 5 héros principaux de la 21e saison, Power Rangers Super Megaforce, se transforment dans quelques épisodes en Ryû Ranger, Shishi Ranger, Tenma Ranger, Qilin Ranger et Hôô Ranger. L'usage des combinaisons de Dairanger correspond à un nouveau pouvoir pour les héros: le Legendary Squadron Mode.